# Heliconia psittacorum
Heliconia psittacorum is een plant uit de familie Heliconiaceae.
Het is een rechtopstaande, meestal circa 1 m hoge maar soms tot 3 m hoog, groenblijvend, overblijvend kruid met een kruipende wortelstok en schijnstengels van in elkaar geschoven bladscheden. De afwisselend geplaatste bladeren zijn in twee rijen geplaatst. De onderste bladeren zijn langgesteeld en de bovenste bladeren zijn bijna zittend. Ze zijn langwerpig, 15–100 × 6–20 cm groot, groen, leerachtig, langwerpig-lancetvormig, toegespitst en hebben een dikke middennerf en meestal een afgeronde basis.
De plant kan onder gunstige omstandigheden het gehele jaar bloeien. De wilde soort heeft rechtopstaande, tot 9 cm lange bloeiwijzen met twee tot zes feloranje, bootvormige, gespitste, 3–15 cm lange schutbladeren, die vaak rood aan de top zijn. Tussen de schutbladeren groeien de bloemen op tot 2 cm lange bloemstelen. De bloemen zijn 2,5–5 cm lang, buisvormig, slank, oranje, geel of groenachtig en hebben een donkergroene tot bijna zwarte top. De vruchten zijn afgerond, tot circa 1 cm grote steenvruchten. Ze rijpen van geelachtig tot donkerblauw en bevatten tot drie harde zaden. De vruchten worden in het wild door vogels gegeten.
Mogelijk stamt de soort uit Brazilië en Guyana. Deze komt nu voor van Florida in de Verenigde Staten tot in het noorden van Zuid-Amerika. Hij komt voor in vochtige wouden in het laagland, waar hij kan worden aangetroffen in de kruid- en struiklaag. Ook kan hij in wegbermen worden aangetroffen. Hij wordt wereldwijd in de tropen als sierplant aangeplant.
Er zijn cultivars van deze plant ontwikkeld met lichtgele of roze tot dieprode schutbladeren. Tevens bestaan er hybriden van deze soort.

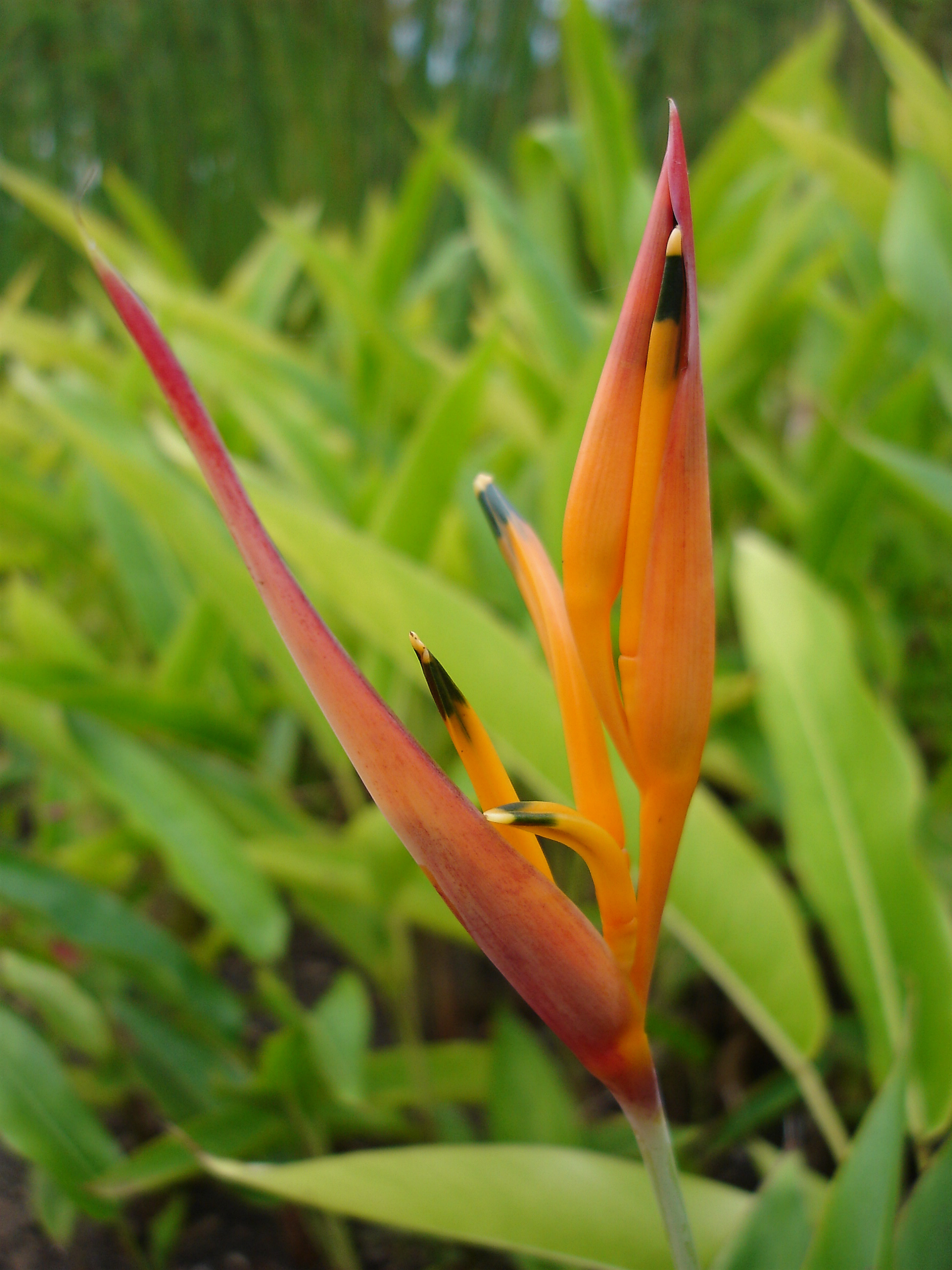
Plant op Réunion